# 馬達拉流石蛾
馬達拉流石蛾（学名：Rhyacophila madalensis）为流石蛾科流石蛾屬下的一个种。